# Touch Me (三浦大知の曲)
「Touch Me」（タッチ・ミー）は、日本の歌手三浦大知の配信限定シングルである。2011年5月25日にレコチョクにて先行配信開始。

## 解説
- 2010年10月から12月にかけて行われた全国ツアー『DAICHI MIURA LIVE TOUR 2010 〜GRAVITY〜』で初披露された。
- 2011年11月30日リリースの3枚目のアルバム『D.M.』に収録されている。

## 収録曲
| #         | タイトル     | 作詞      | 作曲      | 時間 |
| --------- | ------------ | --------- | --------- | ---- |
| 1.        | 「Touch Me」 | Nao'ymt   | Nao'ymt   | 3:53 |
| 合計時間: | 合計時間:    | 合計時間: | 合計時間: | 3:53 |

## タイアップ
Touch Me
テレビ東京『流派-R』5月オープニング・トラック

## 収録アルバム
| 曲名     | 収録アルバム | 発売日         | 備考                  |
| -------- | ------------ | -------------- | --------------------- |
| Touch Me | 『D.M.』     | 2011年11月30日 | 3rdオリジナルアルバム |